# Edward Hawke
Pour les articles homonymes, voir Hawke.
Edward Hawke, né le 21 février 1705, à Londres et mort le 17 octobre 1781, à Sunbury, Middlesex (aujourd'hui dans le Surrey), 1er baron Hawke, est un amiral de la Royal Navy pendant la guerre de Sept Ans.

## Origines et premières armes
Edward Hawke est le fils unique de Edward Hawke avocat de son état. Du côté de sa mère, il est le neveu du colonel Martin Bladen (1680-1746), politicien, et a des relations avec la famille des Fairfax. Hawke intègre la Marine le 20 février 1720 et y sert le temps nécessaire pour lui permettre d'obtenir le grade de lieutenant dans les stations d'Amérique du Nord et des Caraïbes. Bien qu'ayant passé avec succès l'examen de lieutenant de vaisseau le 2 juin 1725, il n'obtient un poste qu'en 1729, troisième lieutenant à bord du Portland qui sert dans la Manche. En cette période de paix, les occasions de se distinguer sont rares, mais Hawke est chanceux : il obtient ainsi le grade de capitaine de corvette et commande le Wolf en 1733 puis en tant que capitaine de vaisseau le Flamborough en 1734.

## La guerre de Succession d'Autriche

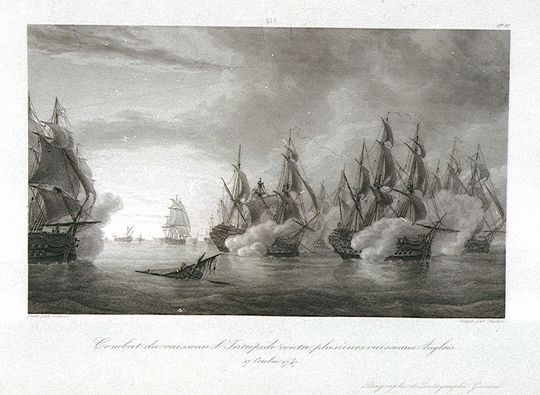
La bataille du cap Finisterre. L'escorte française est anéantie par l'attaque de Hawke sur les deux bords, sauf l'Intrépide qui réussit secourir son navire amiral, le Tonnant et à le prendre en remorque.

Quand la guerre éclate avec l'Espagne en 1739, il prend le commandement du Portland, son ancien bâtiment, qu'il mène dans les Antilles. Son navire, construit en 1693 et refondu en 1723, est vieux et usé, il manque de couler en emportant son équipage avec lui. Il est alors démoli et son équipage dispersé en 1743. L'année suivante, Hawke est nommé commandant du Berwick, un vaisseau tout neuf de 70 canons, et est attaché à la flotte de Méditerranée alors sous le commandement de Thomas Mathews. Le Berwick a un équipage peu amariné ou peu compétent, la maladie sévit à bord, ce qui n'empêche pas Hawke de se distinguer lors de la bataille du cap Sicié, le 22 février 1744, de par la façon dont il mène son bâtiment au combat. C'est à lui que se rend le vaisseau espagnol Poder, bien que le navire soit repris par les Français puis incendié, Hawke n'est pas responsable de cette perte. Son courage attire l'attention du Roi. On dit qu'ayant été démis de ses fonctions pour avoir quitté la ligne de bataille afin d'attaquer le Poder, il y est restauré par le roi en personne. Cette anecdote est cependant la suite logique des nombreuses cours martiales qui ont lieu après la décevante bataille. En revanche, il paraît plus probable que lorsque l'Amirauté tenta d'ignorer le nom de Hawke dans les promotions au grade d'amiral, le roi George II insista pour qu'il reste sur la liste des amiraux éventuels.
Il n'a pas d'autres occasions de sortir du rang et de se distinguer avant l'année 1747. En juillet, il atteint le grade d'officier général et se voit nommer commandant en second de la flotte de la Manche. Grâce à la santé fragile de son supérieur, il est détaché avec quatorze bâtiments de ligne pour intercepter un convoi français à destination des Antilles.
Le 14 octobre 1747, il rencontre son adversaire dans le golfe de Gascogne. Les vaisseaux français sont commandés par le marquis de L'Estenduère qui dispose de 8 vaisseaux. Hawke les attaque, cette rencontre donne lieu à la bataille du cap Finisterre. L'Éstenduère envoie un de ses bâtiments escorter les navires marchands et avec les bâtiments restants forment la ligne de bataille traditionnelle. Mais Hawke est bien décidé à engager le combat. Au lieu d'attaquer les navires français selon la tactique de la traditionnelle ligne de file, il divise son escadre en deux et remonte la ligne française après avoir écrasé son arrière-garde, obligeant les vaisseaux français à se battre des deux bords, encaissant deux bordées à la fois. Malgré la défense héroïque des Français, six d'entre eux sont capturés; seul le navire-amiral, le Tonnant (80 canons) parvient à s'échapper non sans avoir été dégagé par l'Intrépide avec lequel il se réfugie à Brest. Le convoi a certes été sauvé par le sacrifice des vaisseaux français, mais une fois aux Antilles, bon nombre de ces navires marchands sont capturés par des corsaires ou des patrouilles britanniques.
En récompense de cette victoire, Hawke est fait Chevalier de l'Ordre du Bain. L'année suivante, la paix est signée à Aix-la-Chapelle.

## La guerre de Sept Ans
En 1747, Hawke est élu député à Portsmouth, qu'il représente pendant trente ans. Un siège au Parlement est toujours utile pour un officier de la Marine à cette époque puisqu'il permet à ce dernier de se montrer utile aux ministres et augmente ses chances d'obtenir un emploi dans ce domaine. En 1737, Hawke épouse une riche Lady et est ainsi capable de couvrir les dépenses que lui occasionne son siège au Parlement, dépenses qui, à l'époque, sont considérables, les votes étant ouvertement orientés par un paiement. Dans l'intervalle entre la guerre de Succession d'Autriche et la guerre de Sept Ans, Hawke est pratiquement tout le temps en service actif. De 1748 à 1752, il commande une petite flotte et en 1755, il hisse sa marque de nouveau en tant qu'amiral de l'escadre Occidental. Bien que la guerre ne soit pas déclarée -ouvertement tout du moins-, la France et l'Angleterre sont toutes très hostiles et les conflits entre les officiers des deux puissances en Amérique avaient eu lieu dès 1754. Aucun des deux gouvernements ne semble rebuté à l'idée d'utiliser la force en période de paix... Ainsi Hawke est envoyé intercepter une escadre française qui croise au large de Gibraltar mais il ne la rencontre pas. Il rentre au pays avec des équipages affaiblis par la maladie.

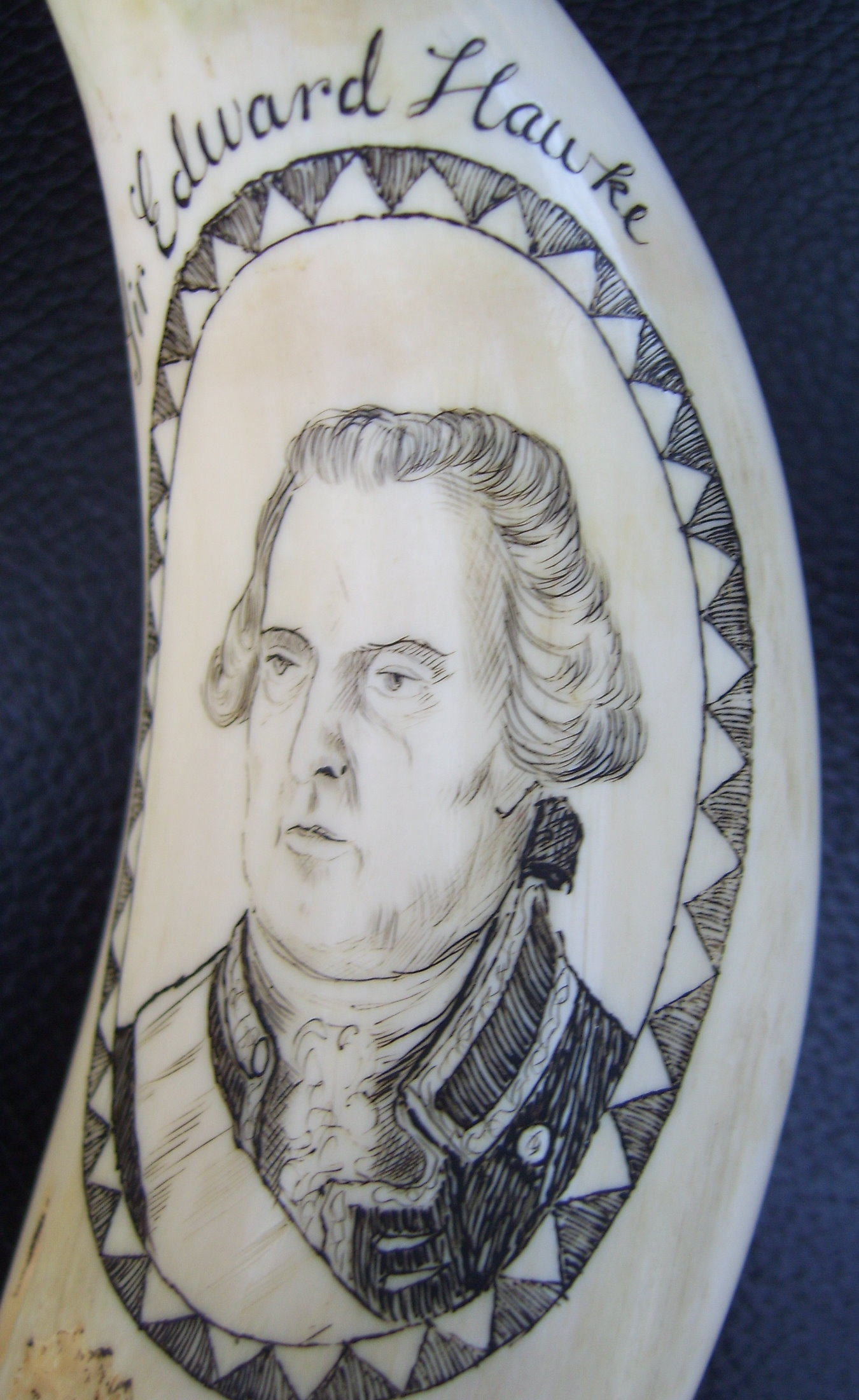
Edward Lord Hawke. Réplique d'une dent de baleine

En juin 1756, les nouvelles de la défaite de l'amiral John Byng devant Minorque atteignent l'Angleterre et soulèvent une grande indignation. Hawke est envoyé pour relever Byng de son commandement et lui annoncer son renvoi au pays afin d'y passer en jugement (qui aboutit à son exécution). Il fait le voyage à bord de l'HMS Antelope. Cependant Minorque étant tombée, sa garnison affamée au Fort St. Philip s'étant rendue sans que Hawke puisse lui porter le moindre secours. Il décide donc de croiser au large de Marseille et Toulon, on lui reproche plus tard de ne pas avoir mis le blocus devant Minorque ce qui aurait conduit la garnison française à se rendre affamée et manquant d'eau (qui faisait cruellement défaut sur cette île). Hawke est rappelé en Angleterre pendant l'hiver et débarque le 14 janvier 1757. Le 24 février suivant, il est promu amiral de la Bleue.
Bien qu'il ne soit pas en très bons termes avec le Premier Ministre Pitt, ses qualités de marin lui valent de nombreux commandements importants. À la fin de l'été 1757, il est pressenti pour commander les forces navales en vue d'une invasion de la France. Ce type d'opérations est particulièrement apprécié par Pitt, qui considère qu'elles affaiblissent la France autant qu'elle renforce le moral de l'Angleterre. Mais les contemporains pensent que c'est comme jeter de l'argent par les fenêtres. L'expédition de 1757 est dirigée contre Rochefort et est un fiasco. Hawke qui n'attend vraisemblablement rien de bon de cette expédition, ne remplit ses fonctions que ponctuellement sans montrer le moindre zèle. L'expédition rentre à Spithead le 6 octobre. L'échec de cette expédition ne rejaillit cependant pas sur Hawke et le fait tomber en semi-disgrâce. À la fin de l'année 1757 et au début de 1758, il continue à patrouiller dans la Manche à la recherche de vaisseaux français, sans grand succès. Au mois de mai de cette année, il détache une escadre sous le commandement de Howe pour mener de nouvelles opérations combinées. Hawke considère ceci comme un manque de respect, se mettant au mauvais termes avec l'Amirauté. Il veut démissionner de son poste mais doit le reprendre. Il se retire en juin pour se reposer, mais la menace d'une invasion française le fait reprendre du service en mai 1759.
Il dirige ensuite le blocus de Brest pendant 6 mois. La flotte française dirigée par le comte de Conflans, profite d'une tempête pour quitter le port. Le 20 novembre 1759, il dirige la bataille des Cardinaux contre le maréchal de Conflans en baie de Quiberon. Cette victoire, combinée à celle d'Edward Boscawen en baie de Lagos, éloigne alors toute menace d'invasion française.
Il accède au rang de contre-amiral de Grande-Bretagne en 1763 puis de vice-amiral de la Grande-Bretagne en novembre 1765 puis est promu au rang de First Lord of the Admiralty (Premier Lord de l'Amirauté) en décembre 1766 et sert jusqu'en janvier 1771. Il devient baron en 1776.